# Episodi di Sons of Butcher (seconda stagione)
La seconda stagione della serie animata Sons of Butcher, composta da 13 episodi, è stata trasmessa in Canada, da Teletoon, dal 20 ottobre 2006 al 12 gennaio 2007.
In Italia è stata trasmessa da All Music dal 1º ottobre al 24 dicembre 2008.
| nº | Titolo originale     | Titolo italiano | Prima TV USA     | Prima TV Italia  |
| -- | -------------------- | --------------- | ---------------- | ---------------- |
| 1  | Readin' the Bowl     |                 | 20 ottobre 2006  | 1º ottobre 2008  |
| 2  | Hittin' the Rez      |                 | 27 ottobre 2006  | 8 ottobre 2008   |
| 3  | Scalpin' the Ticket  |                 | 3 novembre 2006  | 15 ottobre 2008  |
| 4  | Handlin' the Bike    |                 | 10 novembre 2006 | 22 ottobre 2008  |
| 5  | Fightin' the Greek   |                 | 17 novembre 2006 | 29 ottobre 2008  |
| 6  | Firin' the Band      |                 | 24 novembre 2006 | 5 novembre 2008  |
| 7  | Workin' the Steel    |                 | 1º dicembre 2006 | 12 novembre 2008 |
| 8  | Ridin' the Rocket    |                 | 8 dicembre 2006  | 19 novembre 2008 |
| 9  | Chasin' the Demon    |                 | 15 dicembre 2006 | 26 novembre 2008 |
| 10 | Playin' the Part     |                 | 22 dicembre 2006 | 3 dicembre 2008  |
| 11 | Teachin' the Touches |                 | 29 dicembre 2006 | 10 dicembre 2008 |
| 12 | Spinnin' the Yarn    |                 | 5 gennaio 2007   | 17 dicembre 2008 |
| 13 | Birthin' the Messiah |                 | 12 gennaio 2007  | 24 dicembre 2008 |